# Hypolimnas
Hypolimnas is een geslacht van dagvlinders uit de familie van de Nymphalidae. De soorten in dit geslacht komen in het Afrotropisch gebied, het Oriëntaals gebied en het Australaziatisch gebied voor.

## Soorten
- Hypolimnas alimena (Linnaeus, 1758)
- Hypolimnas anomala (Wallace, 1869)
- Hypolimnas antevorta (Distant, 1880)
- Hypolimnas anthedon (Doubleday, 1845)
- Hypolimnas antilope (Cramer, 1777)
- Hypolimnas aubergeri Hecq, 1987
- Hypolimnas aurifascia Mengel, 1903
- Hypolimnas bartteloti Grose-Smith, 1890
- Hypolimnas bolina (Linnaeus, 1758)
- Hypolimnas chapmanni (Hewitson, 1873)
- Hypolimnas deceptor (Trimen, 1873)
- Hypolimnas deois Hewitson, 1858
- Hypolimnas dexithea (Hewitson, 1863)
- Hypolimnas dimona Fruhstorfer, 1912
- Hypolimnas dinarcha (Hewitson, 1865)
- Hypolimnas diomea Hewitson, 1861
- Hypolimnas divona Hewitson, 1861
- Hypolimnas dubius Beauvais, 1805
- Hypolimnas errabunda Hopkins, 1927
- Hypolimnas euploeoides Rothschild, 1915
- Hypolimnas exiguus Samson, 1980
- Hypolimnas inopinata Waterhouse, 1920
- Hypolimnas limbata Crowley, 1890
- Hypolimnas macarthuri Neidhoefer, 1972
- Hypolimnas mechowi (Dewitz, 1884)
- Hypolimnas misippus (Linnaeus, 1764)
- Hypolimnas monteironis (Druce, 1874)
- Hypolimnas montrouzieri (Butler, 1874)
- Hypolimnas octocula Butler, 1869
- Hypolimnas pandarus (Linnaeus, 1758)
- Hypolimnas pithoeka Kirsch, 1877
- Hypolimnas salmacis (Druce, 1773)
- Hypolimnas saundersi (Hewitson, 1869)
- Hypolimnas usambara (Ward, 1872)

## Status onduidelijk
- Hypolimnas alada Swinhoe, 1915
- Hypolimnas curiosa Swinhoe, 1915
- Hypolimnas heteroma Swinhoe, 1915
- Hypolimnas macularia (Capronnier, 1889)
- Hypolimnas ruhama (Hewitson, 1872)